# Catada pyralistis
Catada pyralistis är en fjärilsart som beskrevs av Embrik Strand 1919. Catada pyralistis ingår i släktet Catada och familjen nattflyn. Inga underarter finns listade i Catalogue of Life.